# Quartier de Charonne

Das 20. Arrondissement mit dem Quartier de Charonne im Süden

Das Quartier de Charonne ist der 80. der 80 Verwaltungsbezirke (französisch Quartier administratif) im 20. Arrondissement von Paris.

## Lage
Der Verwaltungsbezirk im 20. Arrondissement von Paris wird von folgenden Straßen begrenzt:
- Westen: Boulevard de Charonne
- Norden: Rue de Bagnolet und Avenue de la Porte de Bagnolet
- Osten: Die Städte Bagnolet, Montreuil und Vincennes
- Süden: Avenue de la Porte de Vincennes und Cours de Vincennes

## Namensursprung
Das Viertel hat seinen Namen von seinem Ursprung: Es war einst die eigenständige Gemeinde Charonne, die 1860 unter Napoléon III. eingemeindet wurde.

## Geschichte

### Ursprung des Quartier de Charonne

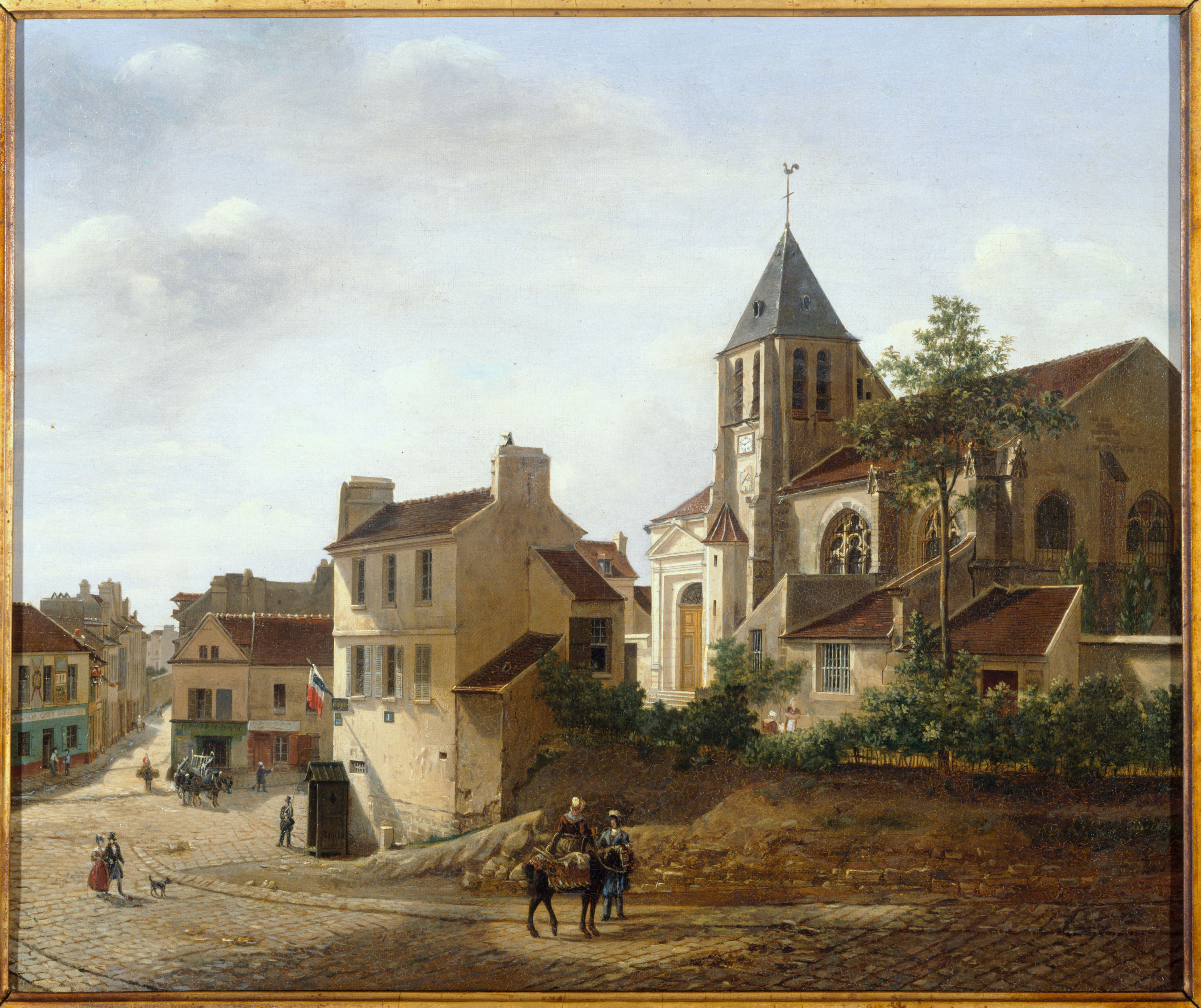
Der Ort Charonne und die Église Saint-Germain de Charonne um 1830 (Étienne Bouhot, musée Carnavalet)

Durch das Gesetz vom 16. Juni 1859 werden die Orte innerhalb der Thiersschen Stadtbefestigung eingemeindet. Dadurch wird die Gemeinde Charonne aufgelöst und das Gebiet aufgeteilt zwischen Paris, Montreuil und Bagnolet.
Das Quartier de Charonne wurde am 3. November 1859 aus verschiedenen Teilgebieten gebildet: Ein südlicher Abschnitt der ehemaligen Gemeinde Charonne (aus dem nördlichen Teil werden die Stadtvierteln Père-Lachaise und Quartier Saint-Fargeau) und ein kleiner Teil des Territoriums der Gemeinde Saint-Mandé werden ebenfalls durch das Gesetz vom 16. Juni nach Paris angegliedert wird.
Das Ortszentrum, das sich bei der Rue Saint-Blaise und der Rue de Bagnolet vor der Église Saint-Germain de Charonne befand, liegt nun zwischen den Vierteln de Charonne und Père-Lachaise.

### Entwicklung seit 1859
Das Viertel hatte bei der Eingliederung nach Paris noch einen sehr dörflichen Charakter, der sich schnell in der zweiten Hälfte des 19. Jahrhunderts änderte. 
Am 19. Juli 1900 wurde die Linie   bis zur Porte de Vincennes in Betrieb genommen, womit der südliche Teil des Viertels angeschlossen wurde. 1903 kam die Linie   hinzu. Aber erst 1933 war der Anschluss komplett, als die Linie   bis zur Porte de Montreuil verlängert wurde. Das Zentrum und der Osten des Viertels wird durch die Ligne de Petite Ceinture erschlossen (seit 1862 Gare de Charonne, Gare de la rue d'Avron seit 1895, Gare de l'avenue de Vincennes seit 1869). Der Personenverkehr auf dieser Linie wurde jedoch 1934 aufgegeben.
Nachdem die Thierssche Stadtbefestigung im Jahr 1919 aufgegeben worden war, wurden die Gebiete in der Zone non aedificandi der Befestigungen durch das Dekret vom 18. April 1929 (Saint-Mandé) und vom 27. Juli 1930 (Bagnolet und Montreuil) in das 12. Arrondissement eingebunden. Später wurde der Boulevard périphérique an dieser Stelle erstellt.